# 地域性廣播
地域性廣播（Geocast）是一种将信息投递到网络中一组特定目的地的技术，该组成员以其地理位置确定。它是一种特殊形式的多播地址，被一些路由协议用作隨建即連網路。

## 基于地理位置寻址
地理位置的目的地地址以三种方式表示：点、圆（中心点和半径）和多边形（一组点的列表，例如P(1)、P(2)、…，P(n–1)、P(n)、P(1)）。地理路由器（Geo Router）计算其服务区域（它服务的地理区域）作为该网络覆盖的地理区域。此服务区域近似单个闭合多边形。地理路由器交换服务区域多边形构建路由表。路由器以层次结构组织。

## 应用
地理寻址和路由已有许多潜在的应用，例如在地理消息传递、地理信息宣告、特定地理区域服务交付，以及特定地理区域中的服务或移动网络参与者发现等领域。